# 寺原長輝

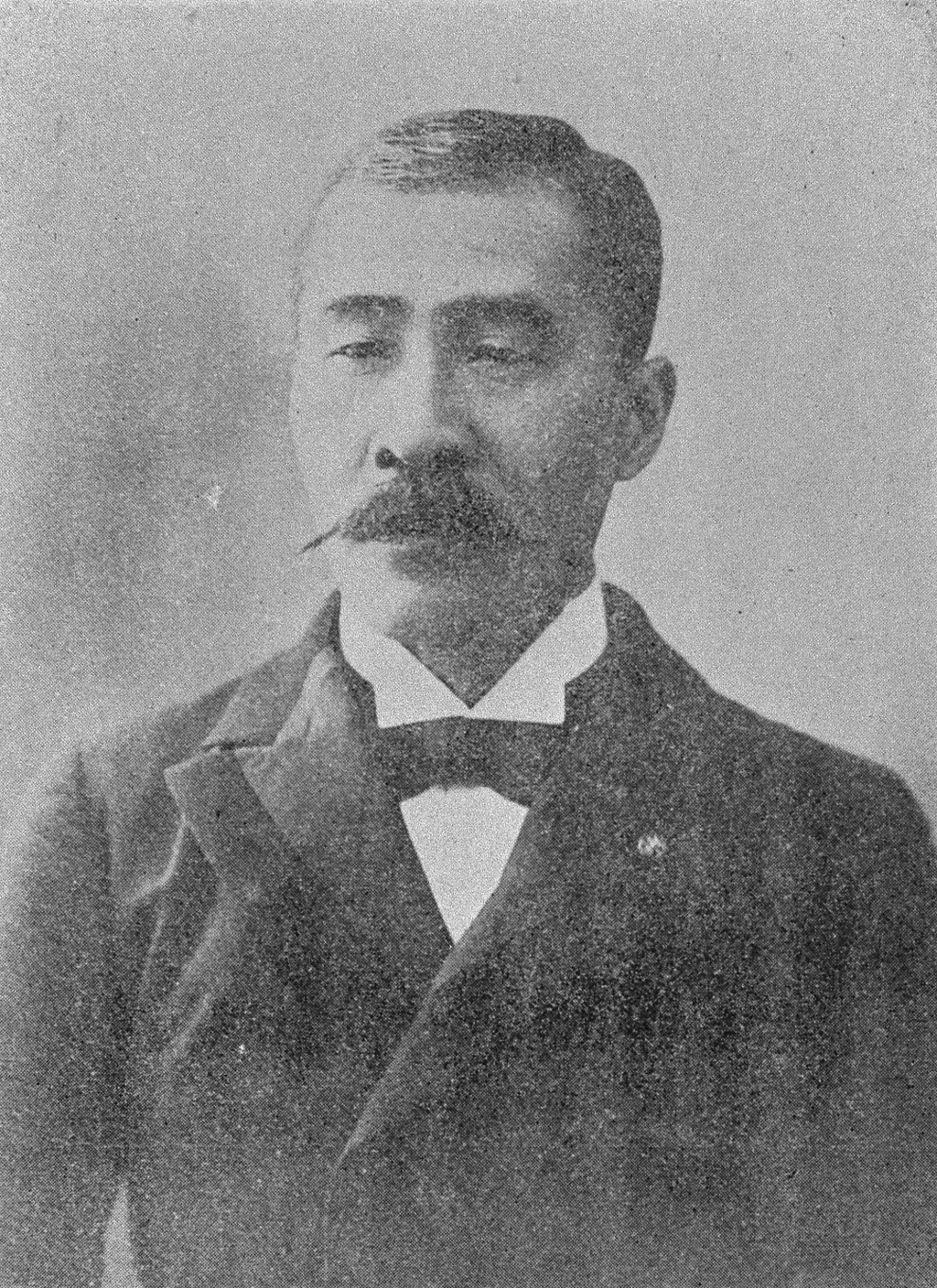
寺原長輝

寺原 長輝（てらはら おさてる / ながてる、1855年3月2日（安政2年1月14日）- 1912年（大正元年）12月23日）は、日本の内務官僚、政治家。官選県知事、貴族院勅選議員、錦鶏間祗候。幼名・研輔。一時期、園田姓。

## 経歴
薩摩国伊佐郡大口郷（現：伊佐市）で、寺原用右衛門の三男として生まれる。園田家の養子となり一時期その姓を名乗るが、1878年から元の寺原に姓を戻した。
1874年8月、陸軍省十五等出仕となり、台湾出兵収拾のため渡清した大久保利通に随行。1875年3月、警視庁十四等出仕となる。以後、少警部、中警部と昇進。鹿児島で私学校生徒の暴発の危険性が伝えられ、1876年1月、同郷の同僚である高崎親章、中原尚雄ら20名と共に帰郷したが、私学校の生徒らに捕らえられ拷問を受けた。同年3月10日、柳原前光勅使により救出されたが、九州臨時裁判所の審理を受け、同年12月に無罪判決が出された。以後、権大警部、大警部、沖縄県二等警部、二等警視属、五等警視兼二等警察使、内局第二課長、四等警視兼一等警察使などを歴任。
1884年3月、内務省御用掛・警保局勤務となる。以後、警保局第二部保安課長、内務権少書記官、警保局次長、内務省参事官を歴任。1888年5月、行政学研究のためドイツに留学し、1891年3月に帰国した。
1891年8月、滋賀県書記官に就任。1896年11月、内務省警保局長に登用された。1897年8月、監獄局長を兼務。1898年1月、第3次伊藤内閣成立に伴い警保局長を退任。
1899年2月、奈良県知事として復帰。以後、茨城県知事、福岡県知事を歴任。1912年3月、福岡県知事を休職し翌月に退官。同年4月2日、貴族院勅選議員に任じられ、死去するまで在任。1912年9月4日、錦鶏間祗候となる。墓所は永平寺東京別院長谷寺。

## 栄典・授章・授賞
位階
- 1909年（明治42年）4月30日 - 従三位[4]
- 1912年（明治45年）4月30日 - 正三位[5]

勲章等
- 1900年（明治33年）6月30日 - 勲四等瑞宝章[6]
- 1906年（明治39年）4月1日 - 勲二等旭日重光章[7]
- 1912年（大正元年）12月23日 - 勲一等瑞宝章[8]

外国勲章佩用允許
- 1908年（明治41年）3月12日 – 大韓帝国：勲一等太極章[9]